# Vargem Grande (ort)
Vargem Grande är en ort i Brasilien.   Den ligger i kommunen Vargem Grande och delstaten Maranhão, i den nordöstra delen av landet, 1 400 km norr om huvudstaden Brasília. Vargem Grande ligger 44 meter över havet och antalet invånare är 21 419.
Terrängen runt Vargem Grande är platt. Det finns inga andra samhällen i närheten.
Omgivningarna runt Vargem Grande är huvudsakligen savann. Runt Vargem Grande är det glesbefolkat, med 17 invånare per kvadratkilometer.